# Gustavus George Stuart
Pour les articles homonymes, voir Stuart.
Gustavus George Stuart (3 mai 1855, Québec, Canada-Est, Province du Canada - 12 juin 1918, Sillery, Québec, Canada) est un avocat anglo-québécois.
Il est bâtonnier du Québec de 1903 à 1904.

## Biographie
Gustavus George Stuart est le fils d'Andrew Stuart (en), avocat, homme d'affaires, homme politique et juge à la Cour du banc de la reine et de Charlotte-Elmire Aubert de Gaspé, fille de Philippe Aubert de Gaspé, le dernier seigneur de Saint-Jean-Port-Joli et auteur du roman Les Anciens Canadiens. Il a neuf autres frères et sœurs. La famille Stuart du Canada est issue de la famille Stuart britannique qui a régné sur l'Écosse de 1371 à 1714 et sur l'Angleterre de 1603 à 1714, bien qu'elle en forme une lointaine lignée. Gustavus George Stuart a étudié à la faculté de droit de l'Université Laval, à Québec, et a gradué en 1874 en même temps que Charles Fitzpatrick et Thomas Chase-Casgrain, deux autres figures juridiques importantes du Québec.
Gustavus George Stuart est admis au Barreau du Québec le 17 janvier 1877 et, pour l'essentiel de sa carrière, pratique le droit dans la ville de Québec. Il devient un avocat important sur la scène de la ville de Québec, gagnant en réputation et devenant l'un des membres les plus estimés du Barreau de Québec,. Il entre d'abord dans la firme de son père ainsi que de son associé, David Alexander Ross,. Il fonde par la suite sa propre société d'avocat avec Adolphe-Philippe Caron, le fils de René-Édouard Caron, et un autre avocat du nom de Charles A. Pentland, une société qui se nommera Caron, Pentland & Stuart,,. Le trio d'avocat apparait dans de nombreuses causes répertoriées à la fin des années 1880,. 
En mai 1902, Gustavus George Stuart est élu bâtonnier du Barreau de Québec. L'année suivante, en mai 1903, Stuart devient le bâtonnier général de la province de Québec pour le bâtonnat de 1903-1904.
En 1904, William Price restructure sa compagnie, la Price Brothers, et la constitue juridiquement sous le nom de Price Brothers and Company Limited, dont le siège social se trouve à Québec et où Gustavus George Stuart a siégé sur le premier conseil d'administration de l'entreprise spécialisé dans la coupe de bois. Gustavus George Stuart a également été un des actionnaires au sein des Chartered Banks of the Dominion of Canada.
Au début de l'année 1918, Gustavus George Stuart acquiert la maison Henry-Stuart afin de l'offrir à ses deux nièces : Mary-Lauretta et Adèle Stuart,,.
Gustavus George Stuart meurt le 12 juin 1918 sans avoir produit d'héritier mâle, mettant ainsi fin à la première lignée mâle de la famille Stuart et la primauté dans cette famille semi-seigneuriale est passé aux enfants de Henry Stuart,. Il est inhumé le 20 juin 1918 au cimetière Mount Hermon. 

## Hommages et distinctions

### Titre honorifique
- Conseiller de la reine

### Titre de civilité
- Monsieur le bâtonnier[12]

### Droit
- Avocat, Juriste
- Droit au Québec, Droit civil
- Histoire du droit au Québec, XIXe siècle en droit au Québec, XXe siècle en droit au Québec
- Système judiciaire du Québec, Loi du Québec
- Barreau du Québec, Bâtonnier du Québec
- Barreau de Québec, Districts judiciaires du Québec
- Code civil du Bas-Canada, Code criminel du Canada